# خط کییو

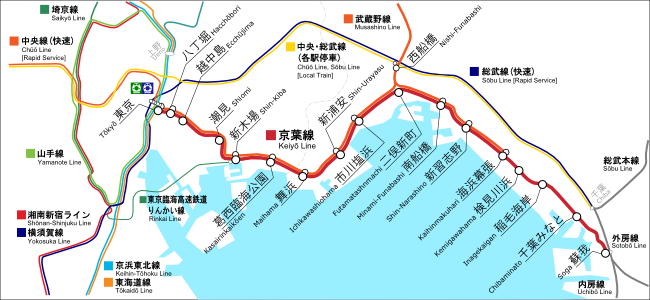
مسیر و ایستگاه‌های خط کییو.

این خط با خط کیئو Keiō وابسته به شرکت راه آهن کیئو تفاوت دارد.
خط کِییو (به ژاپنی: 京葉線 Keiyo-sen) یکی از خطوط قطار شرکت راه‌آهن شرق ژاپن یا جی آر است. مسیر این خط از ایستگاه توکیو در منطقهٔ چیودا شروع شده و از خلیج توکیو گذشته به ایستگاه سوگا در استان چیبا ختم می‌شود. طول این مسیر ۴۳ کیلومتر است و ۱۸ ایستگاه دارد.
| ترتیب | نام ایستگاه              | نام ایستگاه به انگلیسی | نام ایستگاه به ژاپنی |
| ----- | ------------------------ | ---------------------- | -------------------- |
| ۱     | ایستگاه توکیو            | Tōkyō                  | 東京                 |
| ۲     | هاتچوبوری                | Hatchōbori             | 八丁堀               |
| ۳     | اتچوجیما                 | Etchūjima              | 越中島               |
| ۴     | شیئومی                   | Shiomi                 | 潮見                 |
| ۵     | ایستگاه شین-کیبا         | Shin-Kiba              | 新木場               |
| ۶     | کاسائی‌رینکائی‌کوئن        | Kasairinkai-Kōen       | 葛西臨海公園         |
| ۷     | مائی‌هاما                 | Maihama                | 舞浜                 |
| ۸     | شین-اورایاتسو            | Shin-Urayasu           | 新浦安               |
| ۹     | ایچیکاوا-شینوهاما        | Ichikawa-Shiohama      | 市川塩浜             |
| ۱۰    | نیشی-فوناباشی            | Nishi-Funabashi        | 西船橋               |
| ۱۱    | فوتاماتا-شینماچی         | Futamata-Shinmachi     | 二俣新町             |
| ۱۲    | مینامی-فوناباشی          | Minami-Funabashi       | 南船橋               |
| ۱۳    | شین-ناراشینو             | Shin-Narashino         | 新習志野             |
| ۱۴    | ایستگاه کائیهین-ماکوهاری | Kaihin-Makuhari        | 海浜幕張             |
| ۱۵    | کمیگاوا-هاما             | Kemigawa-Hama          | 検見川浜             |
| ۱۶    | ایناگه-کائیگان           | Inage-Kaigan           | 稲毛海岸             |
| ۱۷    | چیبا-میناتو              | Chiba-Minato           | 千葉みなと           |
| ۱۸    | سوگا                     | Soga                   | 蘇我                 |